# Inga Eriksson Fogh
Inga Charlotta Eriksson Fogh, född 1950, är en svensk civilekonom och diplomat. 
Eriksson Fogh anställdes på Utrikesdepartementet 1977 och har bland annat tjänstgjort i Buenos Aires (1978-1980) och Warszawa (1980-1982). Hon har vid tre tillfällen varit stationerad vid svenska FN-representationen i New York, åren 2001-2004 som dess biträdande chef. Hon var ambassadör i Bangkok 1997-1999 (sidoackrediterad i Vientiane, Rangoon och Phnom Penh), i New Delhi 2004-2006 (sidoackrediterad i Thimphu, Malé, Kathmandu och Colombo) och i Köpenhamn (2010-2015). Hon var också Sveriges första kvinnliga ambassadör i Warszawa (2015-2017).
Hon var dessutom chef för 2001-sekretariatet (1999-2001) och expeditionschef på Utrikesdepartementet (2006-2010).

## Utmärkelser
- Storkors av Danska Dannebrogsorden, 29 maj 2015.[2]